# Kostenplatz
Der Kostenplatz ist in der Betriebswirtschaftslehre und insbesondere in der Kostenrechnung ein Bereich innerhalb einer Kostenstelle.

## Allgemeines
Die Kostenstelle ist bei der Betriebsabrechnung nicht immer die kleinste Organisationseinheit. Sind innerhalb einer Kostenstelle verschiedene Leistungsarten erbringende Leistungsstellen vorhanden und diese sollen in der Kalkulation gesondert behandelt werden, sind diese Leistungsstellen als Kostenplätze einzurichten.

## Beispiel
In Mehrproduktunternehmen werden im Produktionsprozess mehrere Produkte beispielsweise auf verschiedenen Produktionsanlagen parallel hergestellt. Für diese unterschiedlichen Kostenträger lohnt es sich, die Hauptkostenstelle „Produktion“ in die Kostenplätze „Produkt A“,  „Produkt B“ und „Produkt C“ usw. zu unterteilen. Auf diese Weise können jedem Produkt die angefallenen Herstellungskosten individuell zugeordnet werden, was eine genauere Kalkulation ermöglicht. Entsprechend können auch Nebenkostenstellen mehrere Kostenplätze für verschiedene Nebenprodukte enthalten.

## Kostenplatzrechnung
Die Kostenplatzrechnung (auch Platzkostenrechnung) stellt eine Verfeinerung der Kostenstellenrechnung dar, indem sie die einer Kostenstelle zugerechneten Kosten auf die jeweiligen Kostenplätze dieser Kostenstelle verteilt und gesondert kalkuliert. Die Aufteilung in mehrere Kostenplätze zielt darauf ab, gesonderte Kostensätze bilden zu können.